# Jean-Baptiste Charcot
Jean-Baptiste Charcot (Neuilly-sur-Seine,15 de julio de 1867-océano Atlántico, 16 de septiembre de 1936), fue un médico y explorador polar francés. Fue hijo del célebre médico Jean-Martin Charcot.

## Biografía
- Entre 1876 y 1885, es alumno de la Escuela alsaciana, donde practica varios deportes (boxeo, rugby, esgrima y redacta para una pequeña revista ilustrada las peripecias de un velero de tres mástiles en la Patagonia. Durante el verano practica la vela en Ouistreham.
- Entre 1883 y 1887, hace numerosos viajes junto a su padre (Gales, Islas Shetland, Islas Hébridas, Islas Feroe, Islandia, isla Jan Mayen, Holanda, España y Marruecos, y sentirá una auténtica fobia por los países demasiado cálidos.
- En 1888 realiza su servicio militar en los cazadores alpinos en calidad de médico auxiliar.
- En 1891 supera el examen para obtener la plaza de médico internista. Trabajando junto a su padre realiza un viaje a Rusia.
- En 1892, compra su primer barco, un sloop de 8,30 m con el que se inicia en las regatas.
- En 1893, su padre, Jean-Martin Charcot, muere de un edema pulmonar. Jean-Baptiste se hace construir su primer barco "Pourquoi-Pas?" (¿Por qué no?), un balandro de 19,50 m.
- En 1894, realiza un crucero de dos semanas.
- En 1895, obtiene el título de medicina en la facultad de París.
- En 1896, contrae matrimonio con Jeanne Hugo, la nieta de Victor Hugo, divorciada de su compañero de estudios Léon Daudet, y vende su barco, sustituyéndolo por una goleta de madera de 26 m, a la que bautiza Pourquoi-Pas ? II.
- En 1897, cambia de nuevo de barco, esta vez por una goleta de 31 m, casco de metal y con motor a vapor, el Pourquoi-Pas ? III.
- En 1898, remonta el Nilo hasta Asuán en compañía del millonario Cornelius Vanderbilt.
- En 1899, seducido por las modificaciones y mejoras realizadas por su actual propietario, recompra su antigua goleta el "Pourquoi-Pas? II", haciendo un crucero por aguas británicas.
- En 1902, navega hacia Islandia y atraviesa por primera vez el círculo polar ártico y se acerca a los glaciares. Se convierte también en oficial de la marina.

### Expediciones antárticas

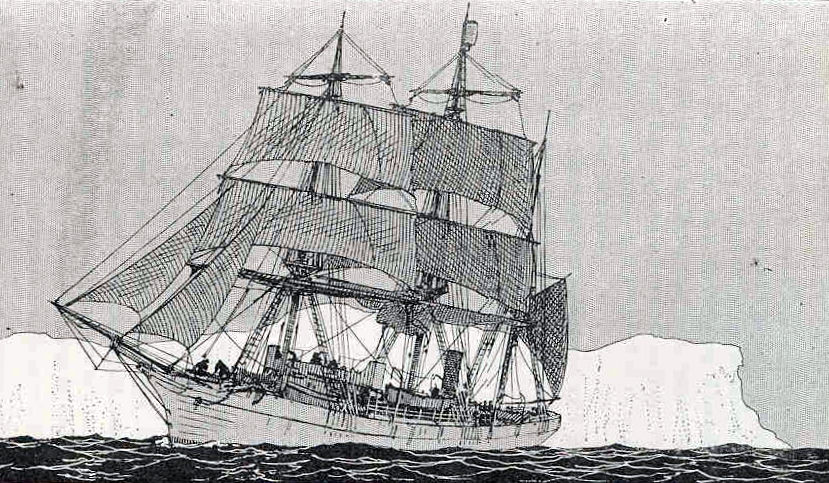
Grabado de Léon Haffner representando el Pourquoi Pas? IV.

- En 1903, hace construir en Saint-Malo una goleta de 3 palos y 32 m de eslora, el Français y organiza la primera expedición francesa a la Antártida, que pasará el invierno en la ventosa isla Wandel.
- En 1905, la expedición abandona la península Antártica el 4 de marzo. El invierno ha sido superado sin mayores complicaciones y los objetivos científicos se han conseguido: 1000 km de nuevas costas descubiertas y exploradas, tres detalladas cartas marinas, 75 cajas de observaciones, notas, medidas y muestras destinadas al Museo de Historia Natural de París. El barco es vendido a la marina argentina, incorporándose con el nombre de goleta Austral. A su vuelta a Francia, Charcot se divorcia y se instala junto a su hija Marion en casa de su hermana Jeanne.
- El 24 de enero de 1907, vuelve a casarse, esta vez con Marguerite Cléry, pintora que a menudo le acompañará en sus viajes, y tiene una hija, Monique, que nace el 8 de diciembre. Organiza una nueva expedición antártica e inicia la construcción de un nuevo barco, el "Pourquoi-Pas? IV", un barco de exploración polar de 40 m aparejado con tres mástiles, dotado de un motor y con tres laboratorios y una biblioteca.
- Entre 1908 y 1910, Charcot inicia su segunda expedición polar en el mes de agosto su expedición, pasando el invierno en la isla Petermann. La expedición regresa a Francia en junio de 1910 tras otro invierno con grandes resultados científicos. Han cartografiado la Tierra de Alejandro I y han descubierto un nuevo territorio, la Tierra de Charcot. Pero Charcot ha sido víctima del escorbuto y vuelve considerablemente debilitado. Los resultados de la expedición son magníficos e incluyen: medidas oceanográficas (salinidad, profundidad), medidas meteorológicas, un estudio de las mareas y del magnetismo, una colección de muestras biológicas y botánicas con destino al Museo de Historia Natural de París y el Instituto Oceanográfico de Mónaco y se han cartografiado 2000 km de costa.
- En 1911, nace Martine, su tercera hija.
- En 1912 el "Pourquoi-Pas? IV" se convierte en el primer barco escuela de la marina francesa.

### Sus misiones como militar
- Entre 1914 y 1918, durante la Primera Guerra Mundial:
  - Inicialmente es movilizado como médico de primera clase de la marina, adscrito al hospital de Cherburgo.
  - En julio de 1915, obtiene del almirantazgo inglés el mando de un barco especialmente diseñado y construido por los ingleses para cazar a los submarinos.
  - En 1916, consigue convencer a la marina militar francesa para construir en Nantes tres buques camuflados como mercantes para la lucha antisumbmarina, con tripulación militar disfrazada de marinos mercantes. Adscrito al mando del primero de los barcos construidos, recorre durante dos años las costas bretonas y normandas.
  - Al finalizar la guerra, Charcot obtiene la Cruz de Guerra inglesa y posteriormente la francesa y una citación en la Orden de la Armada por sus actos de coraje.
- De 1918 a 1925, Charcot asciende en el escalafón militar (enseigne de réserve, teniente de navío, capitán de corbeta) y es nombrado capitán de fragata en 1923. Durante este periodo, efectúa con el "Pourquoi-Pas? IV" diferentes misiones científicas en el golfo de Gascuña, en el canal de la Mancha, en el Atántico Norte, en el Mediterráneo y en las Islas Feroe, principalmente estudios de litología y geología submarina por medio de muestras obtenidas mediante dragados, para los cuales Charcot ha concebido el material y los métodos a emplear.

### Jefe de misiones polares
- A partir de 1925, el límite de edad le hace perder el mando del navío, pero permanece a bordo en calidad de jefe de misiones. El barco efectuará varios viajes más hacia los hielos del ártico.
- En 1926, ingresa en la Academia de Ciencias y se le confía una misión en la Tierra de Jameson. Explora la costa oriental de Groenlandia y regresa con una abundante colección de fósiles, insectos y plantas.
- En 1928, el "Pourquoi-Pas? IV" y el crucero Strasbourg participan en la infructuosa búsqueda del gran hidroavión francés « Latham 47 » desaparecido llevando a bordo al gran explorador noruego Roald Amundsen mientras que este mismo participaba en la misión de búsqueda del también explorador el italiano Umberto Nobile quien pretendía sobrevolar el Polo Norte a bordo del dirigible Italia y del que no se tenía noticia.
- En 1929, ingresa en la Academia de Marina.
- A partir de 1930, Charcot se encarga de los preparativos del Año Polar Internacional.
- Entre 1931 y 1933, se ocupa de la definición de la misión, de la implantación y de la organización de la estación de Scoresby Sund con la participación de científicos, las autoridades danesas locales y la mano de obra de la región.
- En 1934, se instala en Groenlandia junto a la misión etnográfica dirigida por Paul-Émile Victor, que pasa un año conviviendo con los esquimales en Angmagssalik.
- En 1935, regresa a recoger a Victor y sus tres compañeros (Gessain, Pérez et Matter) y continúa con la tarea de cartografiar estas regiones. El 16 de septiembre, un verdadero ciclón arrasa las costas de Islandia y el barco de Charcot debe refugiarse en un pequeño puerto.
- En septiembre de 1936, de regreso de Groenlandia, a donde ha ido a entregar material científico para la misión de Paul-Émile Victor —que viene de atravesar los inlandsis (glaciares polares) en 50 días, tras haber cumplido una misión de sondaje— el "Pourquoi-Pas? IV" hace una escala en Reikiavik el 3 de septiembre para reparar la caldera del barco. Reinician su camino para Saint-Malo el 15 del mismo mes, pero al día siguiente el barco se ve envuelto en una violenta tormenta naufragando en los Arrecifes de Alftanes. El naufragio cuesta la vida de 23 tripulantes y 17 desaparecidos. Solo hay un superviviente, el douarneniste Eugène Gonidec, apodado "Pingouin" (pingüino). Gonidec informará de que el comandante Charcot, comprendiendo que la destrucción del barco en los arrecifes era inevitable, libera de su jaula una gaviota que era la mascota del barco.

Jean-Baptiste Charcot, muerto en el mar, es enterrado en París el 12 de octubre en el Cementerio de Montmartre, tras los funerales nacionales.

## Varios

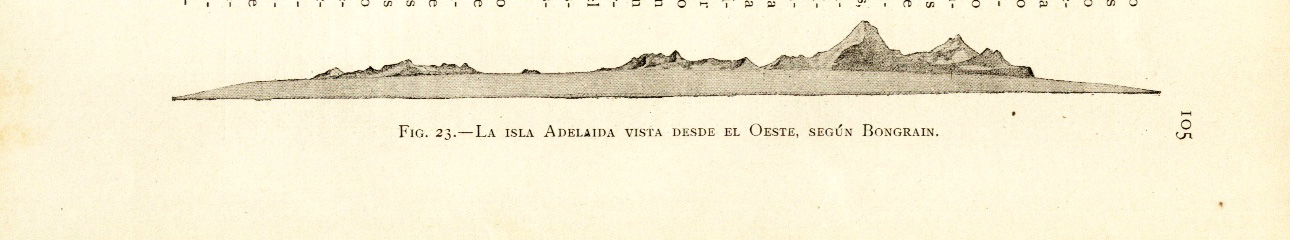
La isla Adelaida vista desde el oeste. Jean Charcot. "El "Pourquoi-Pas?" en el Antártico". Madrid 1921.

- En 1904 el éxito de su expedición fue celebrado con el champán "Mumm Cordon Rouge". En el 100º Aniversario de la travesía, la firma Mumm ha sacado al mercado un estuche conmemorativo llamado "Cordon Rouge Antartic" con un champán con toques de limón y de pomelo.

- En el Museo marítimo, fluvial y portuario de Ruan, además de poder conocer la historia del puerto marítimo-fluvial de esta ciudad, los oficios del puerto, los grandes veleros ruaneses, la marina mercante, la construcción naval y la caza de la ballena, también puede verse una interesante exposición sobre las expediciones polares de Jean-Baptiste Charcot.